# Anaxandra (kunstschilder)
Anaxandra (Grieks: Ἀναξάνδρα; jaren 220 v.Chr.) was een kunstschilderes uit het Oude Griekenland. Ze was de dochter en leerling van Nealkes, een schilder van mythologische en genretaferelen. Ze schilderde rond circa 228 v.Chr. Ze wordt genoemd door Clemens van Alexandrië, de 2e-eeuwse christelijke theoloog, in een deel van zijn Stromateis getiteld "Vrouwen zowel als mannen in staat tot perfectie". Clemens noemt een verloren werk van de Hellenistische geleerde Didymus Chalcenterus (1e eeuw v.C.) als zijn bron.

## Hedendaags gebruik van de naam
In 1994 werd een inslagkrater op de planeet Venus naar haar vernoemd. Anaxandra is ook het hoofdpersonage in de roman Goddess of Yesterday, over de Trojaanse Oorlog in de Griekse mythologie, geschreven in 2003 door de Amerikaanse auteur Caroline B. Cooney.